# Ordnungswache Graz

Dienstabzeichen

Die Ordnungswache Graz ist eine Dienststelle des Magistrats der Stadt Graz zum Zweck der Überwachung der örtlichen Sicherheit. Die Ordnungswache handelt nach dem Leitspruch: Die Ordnungswache Graz zeigt Regelwidrigkeiten im geordneten städtischen Zusammenleben auf und schreitet dagegen maßvoll ein.

## Befugnisse
Als Organe der öffentlichen Aufsicht sind die Bediensteten der Ordnungswache nach dem Steiermärkischen Aufsichtsorgangesetz bestellt und angelobt. Sie haben das Recht zur Anhaltung von Personen zum Zweck der Feststellung ihrer Identität, zur Ermahnung sowie zur Ausstellung von Organstrafverfügungen und Anzeigen.
Von den Aufgaben der Polizei unterscheidet sich die Ordnungswache dadurch, dass sie keine gerichtlich strafbaren Taten verfolgt und in diesem Sinne auch keine Sicherheit herstellt. Es werden aber auch keine Überwachungstätigkeiten auf dem Gebiet des Straßenverkehrs durchgeführt.

## Erscheinungsbild
Die Organe der Ordnungswache tragen eine dunkelblaue Uniform mit dem Aufdruck „Ordnungswache“. Sie tragen silberne Dienstabzeichen sowie Kokarden der Stadt Graz und müssen ihren Dienstausweis auf Verlangen vorweisen. Die Einsatzfahrzeuge der Ordnungswache sind silber lackiert und weisen einen blauen Seitenstreifen auf. Außerdem sind ihre Fahrzeuge mit einem Blaulicht ausgestattet.

## Geschichte
Die Ordnungswache wurde im Dezember 2007 gegründet. Sie konnte jedoch nicht als Gemeindewachkörper eingerichtet werden, da dessen Errichtung durch die Stadt Graz auch unzulässig ist, weil im örtlichen Wirkungsbereich einer Landespolizeidirektion, wie in Graz, gemäß Art. 78d Abs. 2 B-VG von einer anderen Gebietskörperschaft als dem Bund kein Wachkörper errichtet werden darf. Daher wurde mit dem Steiermärkischen Aufsichtsorgangesetz außerhalb des verfassungsmäßig vorgesehenen Rahmens eine Rechtsgrundlage geschaffen, was in den Medien kontrovers diskutiert wurde. Nach dem Vorbild der Ordnungswache Graz wurden auch in anderen Städten Ordnungsdienste und -wachen eingerichtet, wie mit 1. Juli 2009 in Wels oder mit 1. September 2010 in Linz (Ordnungsdienst der Stadt Linz GmbH). Auch in Wien wird die Einrichtung einer Ordnungswache diskutiert.
Ende 2010 wurde die Ordnungswache Graz von der Stadtpolitik in ihrem Aufgabenbereich weitgehend beschnitten. Sie soll aus finanziellen und personellen Gründen in Zukunft nur noch im Bereich der städtischen Grünanlagen in Erscheinung treten, parallel dazu soll die Polizeipräsenz in der Stadt wieder verstärkt werden. Die weitere Zukunft des Konzepts war damals ungewiss.
Seit 2013 ist die Ordnungswache organisatorisch dem Grazer Parkraumservice GPS zugeordnet, die Mitarbeiter sind dort angestellt, und auch die räumliche Unterbringung erfolgt im selben Haus am Jakominigürtel 20.
In der Folge wurde laufend mehr Personal aufgenommen, sodass die Stärke 2018 56 Personen betrug. 2016 wurden auch Fahrradstreifen eingeführt und die Betreuung des Heimwegtelefons übernommen.

## Zuständigkeiten
Die Ordnungswache vollzieht unter anderem folgende Gesetze:
Stmk. Landes-Sicherheitsgesetz
- Anstandsverletzungen (z. B. „Wildpinkeln“)
- Bettelei (z. B. aufdringliche Bettelei, „Kinderbettelei“)
- Halten von Tieren (z. B. Leinen- oder Beißkorbpflicht)
- Alkoholverbotsverordnungen (Hauptplatz, Universitätsviertel, Mondscheingasse)

Ortspolizeiliche Verordnungen
- Grazer Grünanlagen-Verordnung 2007 – GGVO
- Grazer Straßenmusikverordnung 1999
- Gesundheitsschutzverordnung 2009
- Straßenreinhalteverordnung
- Grazer Immissionsschutzverordnung – ISVO
- Streumittelverordnung 2004

Sonstige Rechtsvorschriften (nur auszugsweise)
- Aufstellungs- u. Bewilligungsrichtlinien (z. B. Warenkörbe vor Geschäften)
- Veranstaltungsrichtlinien (z. B. Veranstaltungsdauer)
- Straßenverkehrsordnung (z. B. Größenüberschreitung von Gastgärten)
- Stmk. Baumschutzgesetz (z. B. Entfernung geschützter Bäume)
- Grazer Baumschutzverordnung
- Stmk. Feuerpolizeigesetz (z. B. Verparken von Feuerwehrauffahrtszonen)
- Stmk. Abfallwirtschaftsgesetz
- Gewerbeordnung (z. B. Gastgarten-Sperrstunden)
- Eisenbahngesetz
- Stmk. Jugendschutzgesetz (z. B. Alkoholkonsum)